# Gong Li

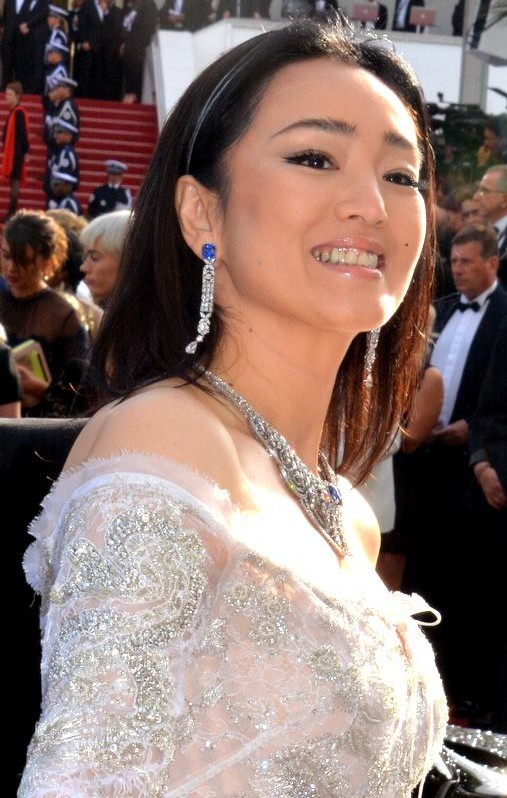
Gong Li (2016)

Gong Li (chinesisch 鞏俐 / 巩俐, Pinyin Gǒng Lì; * 31. Dezember 1965 in Shenyang, Liaoning, Volksrepublik China) ist eine singapurische Schauspielerin. Ihre größten Erfolge feierte sie in Filmen unter der Regie von Zhang Yimou, mit dem sie bis 1995 liiert war.

## Leben und Karriere
Gong Li wurde als Tochter eines Wirtschaftsprofessors in der Volksrepublik China geboren. Sie wuchs in Jinan auf, der Hauptstadt der Provinz Shandong. Nachdem sie 1985 von einer Musikhochschule nicht angenommen worden war, nahm sie 1986 ein Studium an der Zentralakademie für Schauspiel in Peking auf, das sie 1989 abschloss.
Noch während ihres Studiums engagierte Zhang Yimou sie 1987 für seinen Film Rotes Kornfeld, der 1988 bei der Berlinale als bester Film mit einem Goldenen Bären ausgezeichnet wurde.
Erste Schritte in Richtung Hollywood machte sie mit dem Film Chinese Box (1997). 2005 gelang ihr schließlich mit der preisgekrönten Rolle der Hatsumomo in Die Geisha, die von der Kritik gelobt wurde, der internationale Durchbruch. Eine weitere Rolle spielte sie in dem Film Miami Vice aus dem Jahr 2006.
Zu heftiger Kritik in China, vor allem im Internet, führte 2008 ihre Annahme der Staatsbürgerschaft Singapurs. Sie ging diesen Schritt, da sie seit 1996 mit dem Singapurer Tabakunternehmer Ooi Hoe Seong verheiratet war. Da China keine doppelte Staatsbürgerschaft erlaubt, entschied sie sich, die chinesische aufzugeben. Infolgedessen wurde Li aus der China Film Association (CFA) ausgeschlossen und verlor auch ihren Sitz im Nationalen Komitee der Politischen Konsultativkonferenz des chinesischen Volkes.
Gong Li war Jurypräsidentin der Internationalen Filmfestspiele Berlin 2000 und der Internationalen Filmfestspiele von Venedig 2002.

## Privatleben
2019 heiratete Gong Li den 17 Jahre älteren französischen Musiker, Komponisten und Musikproduzenten Jean-Michel Jarre.

## Filmografie (Auswahl)
- 1987: Rotes Kornfeld (Hóng Gāoliang)
- 1989: The Puma Action (Dàiháo Měizhōubào)
- 1989: The Empress Dowager (Xī Tàihòu)
- 1989: Der Krieger des Kaisers (Qín Yǒng)
- 1990: Judou (Jú Dòu)
- 1991: Rote Laterne (Dà Hóng Dēnglóng Gāogāo Guà)
- 1993: Die Geschichte der Qiu Ju (Qiū Jú Dǎ Guānsi)
- 1993: Lebewohl, meine Konkubine (Bàwáng Bié Jī)
- 1994: Leben! (Huózhe)
- 1995: Shanghai Serenade (Yáo a Yáo, Yáo Dào Wàipó Qiáo)
- 1996: Verführerischer Mond (Fēngyuè)
- 1997: Chinese Box (Zhōngguó Xiázi)
- 1999: Breaking the Silence
- 1999: Der Kaiser und sein Attentäter (Jīng Kē Cì Qín Wáng)
- 2002: Zhou Yus Zug (Zhōu Yú de Huǒchē)
- 2004: 2046
- 2004: Eros (Àishén)
- 2005: Die Geisha (Memoirs of a Geisha)
- 2006: Miami Vice
- 2006: Der Fluch der goldenen Blume (Mǎnchéng Jìndài Huángjīnjiǎ)
- 2007: Hannibal Rising – Wie alles begann (Hannibal Rising)
- 2010: Shanghai
- 2011: Was Frauen wollen 2 (Wǒ Zhī Nǚrén Xīn)
- 2014: Coming Home (Guīlái)
- 2019: Saturday Fiction (Lán xīn dà jùyuàn)
- 2020: Mulan
- 2020: Leap (Duóguàn)

## Auszeichnungen (Auswahl)
- 1992: Darstellerpreis der Internationalen Filmfestspiele von Venedig für Die Geschichte der Qiu Ju
- 1993: Berlinale Kamera auf der Berlinale 1993
- 1993: Golden Rooster Award als Beste Hauptdarstellerin für Die Geschichte der Qiu Ju
- 1993: New York Film Critics Circle Award als beste Nebendarstellerin für Lebewohl, meine Konkubine
- 1998: Ordre des Arts et des Lettres
- 2000: Beste Darstellerin auf dem World Film Festival für Breaking the Silence und Grand Prix Special des Amériques
- 2000: Golden Rooster Award als beste Hauptdarstellerin für Breaking the Silence
- 2005: National Board of Review Award als beste Nebendarstellerin für Die Geisha
- 2007: Beste Hauptdarstellerin bei den Hong Kong Film Awards für Der Fluch der goldenen Blume
- 2010: Kommandeur der Ehrenlegion